# Passione (TV-serie)
Passione är en brasiliansk såpopera (från åren 2010–2011) som sänds i Sverige av TV-kanalen Kanal Global.